# Paraisobuthus
Paraisobuthus és un gènere extingit d'escorpins del Carbonífer Superior d'Europa i Amèrica del Sud.